# Vitreorana
Vitreorana – rodzaj płazów bezogonowych z podrodziny Centroleninae w rodzinie szklenicowatych (Centrolenidae).

## Zasięg występowania
Rodzaj obejmuje gatunki występujące poniżej 1900 m n.p.m. w Kordylierze Nadbrzeżnej w Wenezueli i regionie Gujana po Gujanę Francuską; w Amazonii w Kolumbii i Ekwadorze oraz w Mata Atlântica w Brazylii i Argentynie.

## Systematyka

### Etymologia
Vitreorana: łac. vitrum „szkło”; rana „żaba”.

### Podział systematyczny
Do rodzaju należą następujące gatunki:
- Vitreorana antisthenesi (Goin, 1963)
- Vitreorana assuh Zucchetti, Rojas-Padilla, Dias, Solé, Orrico & Castroviejo-Fisher, 2023
- Vitreorana baliomma Pontes, Caramaschi & Pombal, 2014
- Vitreorana castroviejoi (Ayarzagüena & Señaris, 1997)
- Vitreorana eurygnatha (Lutz, 1925)
- Vitreorana franciscana Santana, Barros, Pontes & Feio, 2015
- Vitreorana gorzulae (Ayarzagüena, 1992)
- Vitreorana helenae (Ayarzagüena, 1992)
- Vitreorana parvula (Boulenger, 1895)
- Vitreorana ritae (Lutz, 1952) – szklenica białopaskowana[5]